# Acrophymus squamipennis
Acrophymus squamipennis is een rechtvleugelig insect uit de familie veldsprinkhanen (Acrididae). De wetenschappelijke naam van deze soort is voor het eerst geldig gepubliceerd in 1897 door Brancsik.
1. ↑  (en) Acrophymus squamipennis op de IUCN Red List of Threatened Species.